# Строфарієві
Строфарієві (Strophariaceae) — родина агарикальних грибів.

## Будова
Для родини характерні темнолілові та коричневі гладкі овальні спори. Строфарієві отримують необхідні для життєдіяльності речовини, руйнуючи залишки мертвих рослин.

## Класифікація
До родини записують до 18 родів грибів та 1316 видів. Поділяється на дві підродини за кольором спор: Stropharioideae та Pholiotoideae.